# Léon Gozlan
Léon Gozlan, född den 1 september 1803 i Marseille, död den 14 september 1866 i Paris, var en fransk författare.
Gozlan fick 1828 anställning i en bokhandel i Paris och började kort därefter försöka sig såsom medarbetare i Le Figaro, Le Corsaire med flera tidningar, skrev romaner, noveller och teaterstycken, vilka nästan alla utmärker sig genom en viss ironi och en något överlastad stil. Bland hans romaner bör nämnas Le notaire de Chantilly (1836), Le médecin du Pecq (1839), Le plus beau rêve d'un millionaire (1841), Les nuits du Père-Lachaise (1846), La comédie et les comédiens (1853), La famille Lambert (1856); bland teaterstyckena La main droite et la main gauche (1843), Trois rois, trois dames (1847; svensk översättning "Tre kungar, tre damer", uppförd 1848), La Queue du chien d’Alcibiade (1850; "Alcibiades' hund", uppförd 1852), Une tempête dans un verre d'eau (samma år), Le coucher d'une étoile (1851; "Stjärnan emellan molnen", uppförd 1852), Le gâteau des reines (1855; "Maria Leczinska", uppförd 1856), La pluie et le beau temps (1861; "Regn och solsken", uppförd 1862, "När det regnar", 1871).